# Cantata a Bolívar
Cantar a Bolívar la compuso Xulio Formoso en el 2004 en conmemoración del centenario de Pablo Neruda y fue grabada en dos sesiones por la Orquesta Filarmónica Nacional de Venezuela y el Coro de Ópera del Teresa Carreño en la Sala José Félix Ribas el 24 y 25 de noviembre de ese mismo año. También fue presentada en vivo en el Teatro Teresa Carreño en esas mismas fechas. Si bien la composición sinfónica no es uno de los aspectos más destacados de Formoso (hasta la fecha esta es la única que hizo o al menos la única que se le conoce) no cabe duda de que, por la calidad de la misma, amerita ocupar un lugar destacado en la música en general y la venezolana en particular junto a la Cantata Criolla de Antonio Estévez. La Cantata a Bolívar rompió con la estructura tradicional y clásica de la cantata como manifestación musical básicamente religiosa y se sumergió en las propias raíces del crisol de la americanidad: El Altiplano, el Caribe y el Llano cabalgando sobre frases musicales y corales donde se pone de manifiesto la siempre beneficiosa influencia de Händel, van realzando y poniendo acentos sobre el inmortal poema de Pablo Neruda.
La grabación y la mezcla de este CD no estuvieron a la altura de la obra. El fraseo coral, fundamental en una cantata, debido a la falta de equilibrio técnico y sonoro con los instrumentos filarmónicos, hizo que se diluyera a veces y otras sonara confuso perdiéndose partes importantes de las estrofas de Neruda. Es de destacar el arreglo y orquestación de Pedro Mauricio González y la impecable dirección del maestro Pablo Castellanos.  

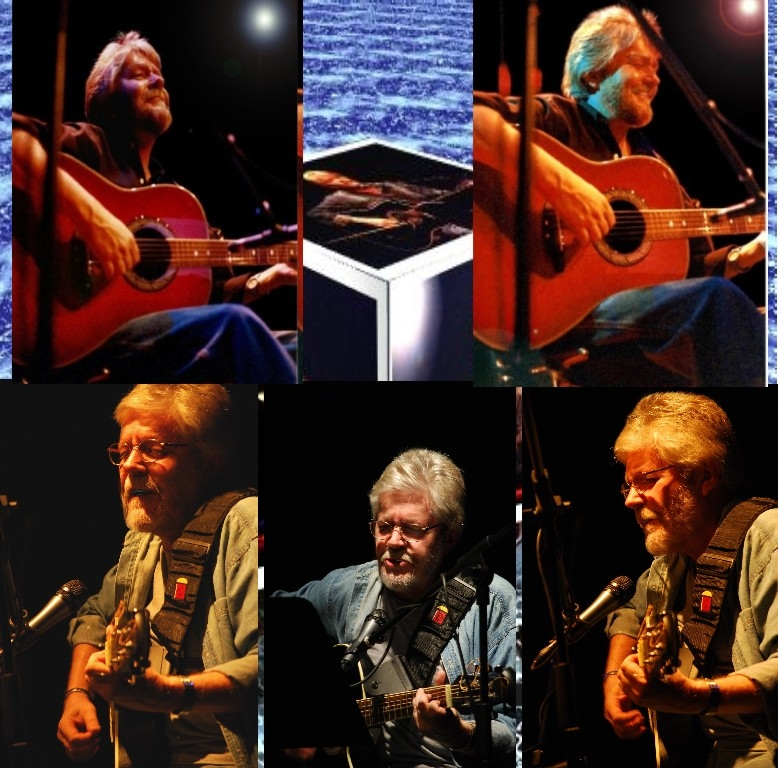
Xulio Formoso en concierto.

## Músicos
- Orquesta Filarmónica Nacional de Venezuela
- Coro de Opera del Teresa Carreño
- Dirección: Pablo Castellanos
- Arreglo y Orquestación: Pedro Mauricio González

## Créditos
- Producción General: Gerardo Piñeiro
- Producción Musical: Jaime Martínez
- Asistente de Producción: Luís Pino
- Grabado en la Sala José Félix Ribas del Teatro Teresa Carreño los días 24 y 25 de noviembre de 2004
- Ingeniero de grabación: Darío Peñaloza

## "Canto a Bolívar" de Pablo Neruda
- Padre nuestro que estás en la tierra, en el agua, en el aire
- de toda nuestra extensa latitud silenciosa,
- todo lleva tu nombre, padre, en nuestra morada:
- tu apellido la caña levanta a la dulzura,
- el estaño bolívar tiene un fulgor bolívar,
- el pájaro bolívar sobre el volcán bolívar,
- la patata, el salitre, las sombras especiales,
- las corrientes, las vetas de fosfórica piedra,
- todo lo nuestro viene de tu vida apagada,
- tu herencia fueron ríos, llanuras, campanarios,
- tu herencia es el pan nuestro de cada día, padre.
- Tu pequeño cadáver de capitán valiente
- ha extendido en lo inmenso su metálica forma,
- de pronto salen dedos tuyos entre la nieve
- y el austral pescador saca a la luz de pronto
- tu sonrisa, tu voz palpitando en las redes.
- ¿De qué color la rosa que junto a tu alma alcemos?
- Roja será la rosa que recuerde tu paso.
- ¿Cómo serán las manos que toquen tu ceniza?
- Rojas serán las manos que en tu ceniza nacen.
- ¿Y cómo es la semilla de tu corazón muerto?
- Es roja la semilla de tu corazón vivo.
- Por eso es hoy la ronda de manos junto a ti.
- Junto a mi mano hay otra y hay otra junto a ella,
- y otra más, hasta el fondo del continente oscuro.
- Y otra mano que tú no conociste entonces
- viene también, Bolívar, a estrechar a la tuya:
- de Teruel, de Madrid, del Jarama, del Ebro,
- de la cárcel, del aire, de los muertos de España
- llega esta mano roja que es hija de la tuya.
- Capitán, combatiente, donde una boca
- grita libertad, donde un oído escucha,
- donde un soldado rojo rompe una frente parda,
- donde un laurel de libres brota, donde una nueva
- bandera se adorna con la sangre de nuestra insigne aurora,
- Bolívar, capitán, se divisa tu rostro.
- Otra vez entre pólvora y humo tu espada está naciendo.
- Otra vez tu bandera con sangre se ha bordado.
- Los malvados atacan tu semilla de nuevo,
- clavado en otra cruz está el hijo del hombre.
- Pero hacia la esperanza nos conduce tu sombra,
- el laurel y la luz de tu ejército rojo
- a través de la noche de América con tu mirada mira.
- Tus ojos que vigilan más allá de los mares,
- más allá de los pueblos oprimidos y heridos,
- más allá de las negras ciudades incendiadas,
- tu voz nace de nuevo, tu mano otra vez nace:
- tu ejército defiende las banderas sagradas:
- la Libertad sacude las campanas sangrientas,
- y un sonido terrible de dolores precede
- la aurora enrojecida por la sangre del hombre.
- Libertador, un mundo de paz nació en tus brazos.
- La paz, el pan, el trigo de tu sangre nacieron,
- de nuestra joven sangre venida de tu sangre
- saldrán paz, pan y trigo para el mundo que haremos.
- Yo conocí a Bolívar una mañana larga,
- en Madrid, en la boca del Quinto requinto,

- Padre, le dije, eres o no eres o quién eres?
- Y mirando el Cuartel de la Montaña, dijo:
- "Despierto cada cien años cuando despierta el pueblo".

- Datos: Q5747765